# Jordi Bosch i Palacios
Jordi Bosch i Palacios   (Mataró, 18 de desembre de 1956) és un actor català de teatre, cinema i televisió, conegut per la seva extensa trajectòria artística i per ser una figura destacada en l'escena cultural catalana. És conegut popularment per les seves incomptables aparicions en sèries de TV3 com ara Nissaga de poder, Jet Lag, Majoria absoluta o La sagrada família, i per haver protagonitzat prop de cent obres de teatre durant més de quatre dècades als escenaris.

## Trajectòria
És el tercer de sis germans. La seva mare era mestressa de casa i el seu pare dissenyador de màquines tèxtils. Va començar a catorze anys a la Sala Cabanyes de Mataró fent Els Pastorets, un muntatge emblemàtic de la ciutat. Als divuit va saltar a la Sala del Casal, dirigit per Carles Maicas. Poc després va fer teatre independent amb el Grup de Teatre Xaloc, on entre altres va participar a La pau retorna a Atenes, que també es va representar al Grec i al Romea. El 1979, amb vint-i-dos, va deixar els estudis de medicina quan li van proposar debutar com a professional amb el col·lectiu Ignasi Iglésias a l'obra Travessa-deserts.
El 1983 va iniciar la seva vinculació amb el Teatre Lliure amb la producció Advertència per a embarcacions petites de Tennessee Williams. Aquell escenari es va convertir en el seu gran espai de formació, mentre va desenvolupar una trajectòria continuada en muntatges destacats dirigits per noms de referència de l’escena catalana com Lluís Pasqual (en Roberto Zucco, 1994, i L'hort dels cirerers, 2000), Lluís Homar (Zowie, 1998) i Fabià Puigserver (La flauta màgica, 1985).
Durant els anys 1980 va continuar desenvolupant la seva carrera teatral, compaginant-la amb el cinema i la televisió. Com a actor amb una gran capacitat de transformació i una àmplia varietat de registres, va formar part de pel·lícules com La febre d'or (1993, Gonzalo Herralde); El perquè de tot plegat (1994, Ventura Pons); Boca a boca (1995, Manuel Gómez Pereira); La buena vida (1996, David Trueba); i Silencio roto (2000, Montxo Armendáriz).
Bosch va esdevenir un referent de la televisió catalana gràcies a la seva memorable interpretació de Raimon Montsolís a l’exitosa sèrie de TV3 Nissaga de poder. Posteriorment, els espectadors de TV3 també el van veure en el paper d’Eduard Anglada a Majoria absoluta, a començaments dels 2000, i en el de Cèsar August a La Via Augusta.
A principis de la dècada del 1990 va rebre diversos premis per l'obra Restauració, dirigida per Ariel García Valdés, entre els quals destaca el Premi de la Crítica Teatral de Barcelona. Cal destacar els seus altres treballs premiats com El barret de cascavells i El perquè de tot plegat.